# Philotas (satraap)
Philotas (Oudgrieks: Φιλώτας / Filōtas) was een officier van Alexander de Grote, die de leiding had (taxiarchos) over een falanx-divisie tijdens de opmars naar Sogdiana en India.
Het is mogelijk dat hij dezelfde persoon is als de door Curtius Rufus vermelde Philotas, die een van degenen was die door de koning in Babylon (331 v.Chr.) werd beloond voor zijn verdiensten. Er is ook weinig twijfel over dat hij de Philotas was, die satraap (gouverneur) van Cilicië werd na de verdeling van de provincies na de dood van Alexander (323 v.Chr.). In 321 v.Chr. werd hij van zijn provincie beroofd door Perdikkas en vervangen door Philoxenus, maar dit was enkel om hem ergens anders te werk te stellen, want hij was nog steeds een bondgenoot van Perdikkas, en sloot zich na de dood van de regent aan bij Alcetas, Attalus en hun aanhangers, in de coalitie tegen Antigonos. Hij werd echter in 320 v.Chr. gevangengenomen, samen met Attalus, Docimus en Polemon, maar steunde de gedurfde onderneming waarmee ze een tijdlang hun vrijheid konden herstellen, toen ze hun bewakers overweldigden en de macht in hun gevangenis overnamen. Hij werd opnieuw door Antigonos gevangengenomen in 316 v.Chr.